# What Price Hollywood?

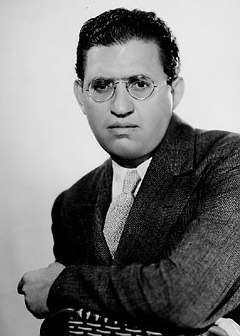
David O. Selznick, chefe de produção da RKO, serviu de inspiração para o magnata do cinema Julius Saxe

What Price Hollywood? (bra Hollywood) é um filme estadunidense de 1932, do gênero drama, dirigido por George Cukor e estrelado por Constance Bennett e Lowell Sherman. Um reflexo da visão romântica que David O. Selznick tinha de sua profissão, o filme proporcionou a Cukor seu primeiro sucesso como diretor.
O enredo, sobre atriz que sai da obscuridade para a fama, tornou-se o modelo para todos os A Star Is Born feitos até 1984 — 1937, 1954 (este dirigido pelo próprio Cukor) e 1976.

## Sinopse
Garçonete Mary Evans chega ao estrelato em Hollywood graças à ajuda do diretor Max Carey. Max é alcoólatra e procura manter-se à distância para não atrapalhar a carreira da moça. Mary casa-se com o rico playboy Lonny Borden, que inveja a fama da esposa. O casal se divorcia, Mary descobre que está grávida e Max opta pelo suicídio. Após tornar-se alvo de uma campanha de difamação, Mary tenta juntar os cacos e refazer sua vida.

## Elenco
| Ator/Atriz        | Personagem   |
| ----------------- | ------------ |
| Constance Bennett | Mary Evans   |
| Lowell Sherman    | Max Carey    |
| Neil Hamilton     | Lonny Borden |
| Gregory Ratoff    | Julius Saxe  |
| Brooks Benedict   | Muto         |
| Louise Beavers    | Bonita       |

## Prêmios e indicações
| Prêmio     | Categoria               | Recipiente                           | Situação |
| ---------- | ----------------------- | ------------------------------------ | -------- |
| Oscar 1932 | Melhor roteiro original | Jane Murfin e Adela Rogers St. Johns | Indicado |